# Târtiță

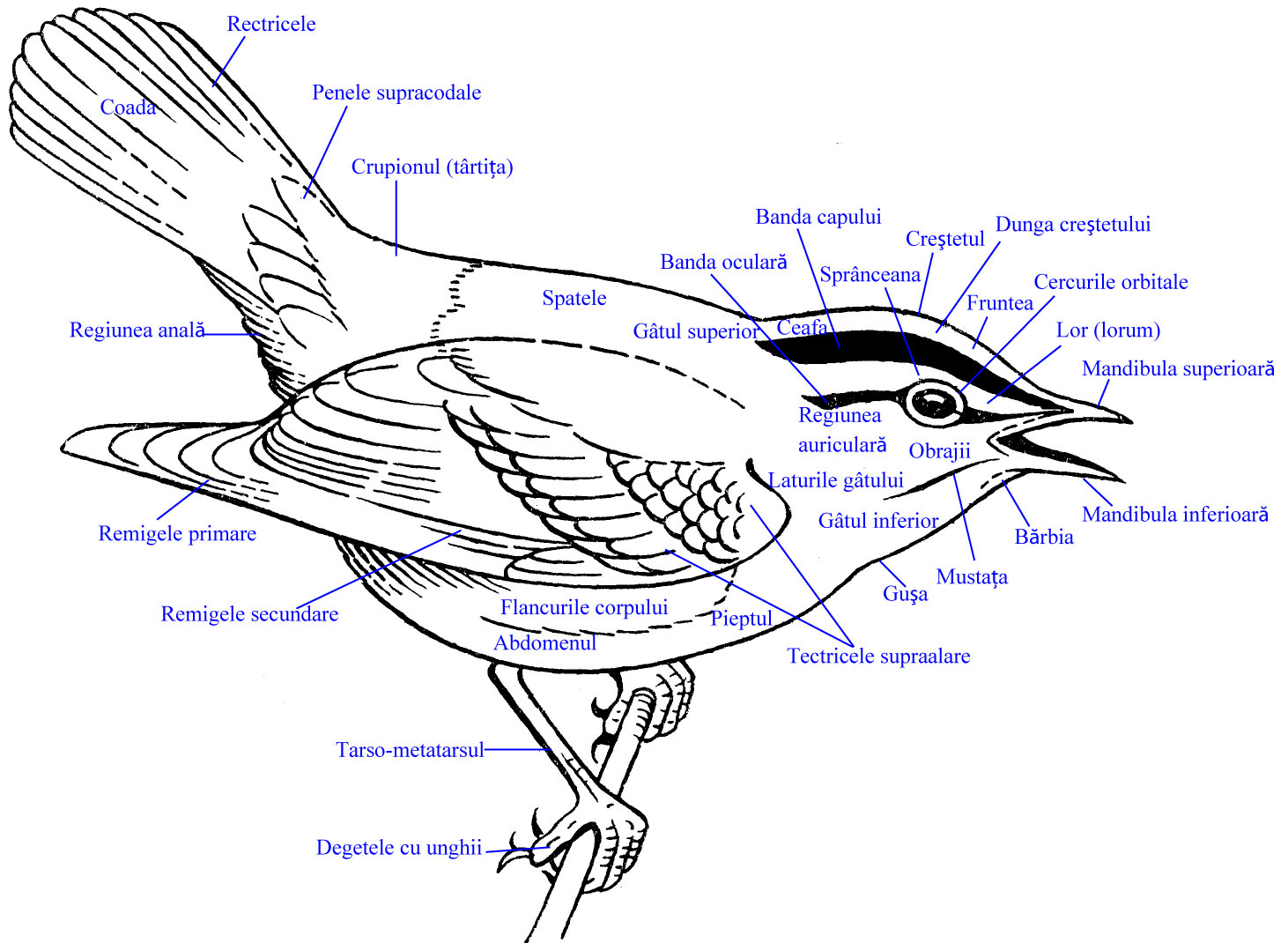
Părțile externe ale păsării

Târtița, numită și crupion, uropigiu (Uropygium) (en. rump), este treimea posterioară superioară a corpului păsărilor, care corespunde ultimelor vertebre și susține penele cozii. Are forma unei protuberanțe triunghiulare spongioase și este formată dintr-un țesut cărnos care înconjoară vertebrele codale și glanda uropigiană.  Glanda uropigiană formează o proeminență cărnoasă pe târtiță și secretă o substanță grasă necesară impermeabilizării penajului față de apă. Situată între spate și penele supracodale, târtița formează în partea din spate a sinsacrului un tubercul musculo-glandular care susține rectricele (penele mari și puternice ale cozii). Culoarea penajului târtiței este o caracteristică pe care ornitologii o folosesc pentru a face distincția între speciile înrudite și uneori și între masculii și femelele din aceeași specie.